# Куликов, Дмитрий Евгеньевич
Дми́трий Евге́ньевич Кулико́в (род. 18 ноября 1967, Шахтёрск, Украинская ССР, Донецкая область, СССР) — российский политолог, публицист и политический консультант. Эксперт Комитета Государственной думы РФ по делам СНГ и связям с соотечественниками. Кинопродюсер, журналист, теле- и радиоведущий.
Из-за поддержки российско-украинской войны в качестве «прокремлевского пропагандиста» находится под санкциями 27 стран ЕС, Великобритании, Канады, Швейцарии, Украины.

## Биография
Окончил среднюю школу № 1 г. Шахтёрска, Донецкой области. После срочной службы в Советской армии учился на историческом факультете МГУ. Воинское звание — рядовой.
В 2013 году окончил Международный юридический институт по специальности «юриспруденция».
Был продюсером и сценаристом художественных фильмов, в том числе «Матч», «Вождь разнокожих», «Пустой дом», а также ряда телевизионных художественных фильмов.
Совместно с Тимофеем Сергейцевым и Искандером Валитовым был занят в политических и избирательных кампаниях в России и на Украине: Леонида Кучмы на президентских выборах 1999 года, Виктора Януковича на выборах президента Украины 2004 года, Арсения Яценюка на президентских выборах 2010 года, Михаила Прохорова и партии «Правое дело» с лета по осень 2011 года.
Куликову приписывали разработку идей и тезисов и их донесение до электората.
Считает своим учителем Георгия Щедровицкого, является соучредителем и членом попечительского совета фонда «Архив Московского методологического кружка».
Член Зиновьевского клуба МИА «Россия сегодня». Соавтор книги «Русский урок истории», автор статей в журнале «Однако».
Постоянный участник политических ток-шоу на российском телевидении, особенно в связи с политическим кризисом на Украине.
С сентября 2015 года ведёт утреннюю информационно-аналитическую программу «Формула смысла» (первое название «Фактор понимания») вместе с Ольгой Подолян на радиостанции «Вести-FM». С февраля 2017 года там же ведёт историческую программу «Наш XX век» (совместно с Арменом Гаспаряном).
17 апреля 2015 года был избран в федеральный комитет партии «Гражданская платформа», это произошло после ухода из неё месяцем ранее Михаила Прохорова вместе со своими сторонниками.
В сентябре 2015 года сменил писателя Сергея Минаева в качестве ведущего общественно-политического ток-шоу «Право знать!» на телеканале «ТВ Центр».
С 22 августа по ноябрь 2016 года — ведущий программы «Право голоса» на телеканале «ТВ Центр» (изначально вместо Романа Бабаяна на период его участия в избирательной кампании, позднее с ним поочерёдно).
С апреля 2017 года по июнь 2018 года вёл вместе с Николаем Злобиным ток-шоу «Красный проект» на телеканале «ТВ Центр».
С 5 августа по 27 декабря 2019 и с 3 марта 2022 по 30 июня 2023 года — ведущий ток-шоу «Кто против?» на телеканале «Россия-1».
С 2022 года также ведёт утреннюю информационно-аналитическую программу «Формула смысла» на телеканале «Соловьев.live».
В 2022 году поддержал вторжение России на Украину.
Член Общественного совета при Министерстве обороны Российской Федерации.

## Санкции
Из-за поддержки российской агрессии и нарушения территориальной целостности Украины во время российско-украинской войны находится под персональными международными санкциями разных стран.
15 марта 2022 года Куликов был внесён в санкционный список всех стран Европейского союза

Дмитрий Куликов — прокремлевский пропагандист. Он давал публичные комментарии на государственных телеканалах в соответствии с кремлевскими нарративами о ситуации в Донбассе. Он также оправдывал действия российских властей, которые угрожали целостности и территориальному суверенитету Украины, такие как приостановка выполнения Минских соглашений или решение о признании «независимых республик Донбасса и Луганска».
— «Официальный журнал Европейского союза», Брюссель, 15 марта 2022 года
С 9 мая 2022 года находится под санкциями Великобритании так как «в передачах и интервью он пропагандировал действия и политику, которые подрывают или угрожают территориальной целостности, суверенитету или независимости Украины».
С 7 июля 2022 года находится под санкциями Канады как «российский агент дезинформации, который несёт ответственность за создание условий и поддержку неспровоцированного и неоправданного вторжения России в Украину».
С 16 марта 2022 года находится под санкциями Швейцарии. Указом президента Украины Владимира Зеленского от 19 октября 2022 года находится под санкциями Украины.

## Награды
- Медаль ордена «За заслуги перед Отечеством» II степени (21 августа 2020 года) — за заслуги в развитии отечественной журналистики, высокий профессионализм и многолетнюю плодотворную работу[24].
- Благодарность Президента Российской Федерации (23 февраля 2018 года) — за заслуги в развитии отечественного телевидения[25].

## Книги
- Гаспарян А. С., Куликов Д. Е., Саралидзе Г. Т. Революция 1917 года. Как это было?. — СПб.: Питер, 2019. — 224 с. — (Наш XX век. Как это было?). — ISBN 978-5-4461-1025-4.
- Гаспарян А. С., Куликов Д. Е., Саралидзе Г. Т. Эхо войны. Неудобная правда. — СПб.: Питер, 2019. — 160 с. — (Наш XX век. Как это было?). — ISBN 978-5-4461-1033-9.
- Гаспарян А. С., Куликов Д. Е., Саралидзе Г. Т. Оттепель. Как это было?. — СПб.: Питер, 2019. — 192 с. — (Наш XX век. Как это было?). — ISBN 978-5-4461-1050-6.
- Гаспарян А. С., Куликов Д. Е., Саралидзе Г. Т. Эпоха застоя. Как это было?. — СПб.: Питер, 2019. — 192 с. — (Наш XX век. Как это было?). — ISBN 978-5-4461-1092-6.
- Гаспарян А. С., Куликов Д. Е., Саралидзе Г. Т. Перестройка. Как это было?. — СПб.: Питер, 2019. — 192 с. — (Наш XX век. Как это было?). — ISBN 978-5-4461-1041-4.
- Гаспарян А. С., Куликов Д. Е., Саралидзе Г. Т. Вожди и лидеры. Как это было?. — СПб.: Питер, 2019. — 224 с. — (Наш XX век. Как это было?). — ISBN 978-5-4461-1032-2.
- Сергейцев Т. Н., Куликов Д. Е., Мостовой П. П. Идеология русской государственности. Континент Россия. — СПб.: Питер, 2020. — 688 с. — ISBN 978-5-00116-518-7.